# 監視者 (遊戲)
《監視者》是一款關於在極權主義國家中生活的電子遊戲。該遊戲由Warm Lamp Games開發，由Alawar Entertainment發行，於2016年11月9日在Steam上發布，支持Windows、macOS、Linux、Android和iOS平台。

## 故事
《監視者》的靈感來自乔治·奥威尔、奥尔德斯·赫胥黎和雷·布萊伯利的反烏托邦作品。
遊戲中的主角——卡爾，是極權主義國家的政府安插的房东。政府任命卡爾觀察租戶，竊聽他們的談話並要求向當局報告所有違反法律或策劃顛覆國家政權的人。當租戶離開時，玩家可以進入他們的房间，安裝摄像头，並從他們的財物中尋找任何违反国家法律的東西，對其進行剖析。遊戲讓玩家可以選擇遵循政府的命令，或可以站在那些遭受壓迫性指令的人的一方。除此之外，玩家除了寫監察報告的收入，还可以通过发现的违禁品对房客进行勒索以赚取金钱。玩家可以从商人处买来违禁品，趁房客外出时放入房间并举报以逮捕房客。
遊戲有多個結局，而玩家做出的每一個決定都會影響故事的最終結局。

## 評價

### 獎項
《監視者》被提名並贏得多個獎項：
- 2016年明斯克DevGAMM大會：卓越遊戲設計和最佳獨立遊戲獎。[12]
- IGN俄羅斯：最佳冒險遊戲[13]
- GDWC, 2016：娛樂類別獲獎者[14]
- Game Developer Conference, GDC Play 2017：最佳遊戲[15]
- Game Connection America, 2017：最具創意和原創遊戲，最佳獨立遊戲[16]

## 續作
遊戲的續作監視者2於2018年12月4日發布Windows、macOS和Linux版本 ，於2019年8月16日發布Android和iOS版本，於2019年10月22日發布Nintendo Switch和PlayStation 4版本，Xbox One版本則於2020年4月9日發布。

## 外部連結
- 官方网站 （页面存档备份，存于）
- 在PC Gamer的監視者評論 （页面存档备份，存于）
- 在Destructoid的監視者評論 （页面存档备份，存于）
- 在Rock, Paper, Shotgun的監視者評論 （页面存档备份，存于）